# سالواتوره اسکیلاچی
سالواتوره توتو اسکیلاچی یا سالواتوره سکیلاچی (به ایتالیایی: Salvatore Schillaci) (۱ دسامبر ۱۹۶۴ – ۱۸ سپتامبر ۲۰۲۴) که در ایران با نام شیلاچی هم شناخته می‌شود، بازیکن فوتبال اهل ایتالیا بود. وی در روز ۱۸ سپتامبر ۲۰۲۴ بر اثر بیماری سرطان روده بزرگ در سن ۵۹ سالگی درگذشت.
اسکیلاچی در پست مهاجم به میدان می‌رفت و سابقه بازی برای یوونتوس، اینتر میلان، مسینا و همچنین جوبیلو ایواتا در کارنامه او دیده می‌شود. دو قهرمانی لیگ اروپا با دو غول فوتبال ایتالیا مهم‌ترین افتخارات اسکیلاچی به حساب می‌آیند. اسکیلاچی در جام جهانی فوتبال ۱۹۹۰ ستاره تیم ملی فوتبال ایتالیا بود و هرچند نتوانست طعم قهرمانی را بچشد، اما با ۶ گل آقای گل آن تورنمنت لقب گرفت. جالب است بدانید که اسکیلاچی تنها ۱۶ مرتبه پیراهن آتزوری را به تن کرد و در مجموع ۷ گل به ثمر رساند.

## زندگی حرفه ای
زندگی حرفه ای اسکیلاچی را باید از عجایب دنیای فوتبال بدانیم چرا که فاصله او از دسته سوم فوتبال ایتالیا تا کسب عناوین (آقای گل) و (بهترین بازیکن) جام جهانی فوتبال ۱۹۹۰ فقط دو سال است. وی به مدت هفت سال در مسینا توپ زد. با این تیم قهرمان سری دی ایتالیا شد و یک بار هم قهرمان سری سی شد و به سری بی را یافت ولی سقوط کرد و به سری سی بازگشت. در سال ۱۹۸۹ که آقای گل این رقابت‌ها شد، شانس بزرگی به وی رخ نشان داد و به باشگاه فوتبال یوونتوس پیوست. در همان اولین فصل حضور خود در سری آ پانزده گل زد. در جام حذفی و لیگ اروپا با یوونتوس قهرمان ایتالیا و اروپا شد. اسکیلاچی در پایان فصل با ۲۰ گل زده در ۳ جام به تیم ملی فوتبال ایتالیا دعوت شد. ایتالیا که میزبان جام جهانی بود در بازیهای تدارکاتی هم از اسکیلاچی فقط یک بار آن هم به عنوان یار تعویضی در دقایق اندکی استفاده کرد. با آغاز جام جهانی تیم ایتالیا در اولین بازی به مصاف اتریش رفت. بازی ایتالیا در نیمهٔ اول چنگی به دل نزد و مهاجمان موفق به گلزنی نشدند. ضعف در خط حمله، کادر فنی را واداشت با ناامیدی اسکیلاچی را دقیقه ۷۴ وارد زمین کنند و سالواتوره تنها ۳ دقیقه زمان نیاز داشت تا مرد اول ایتالیا شود. او در بازی سوم مقابل چکسلواکی هم باز گل زد و با ایتالیا صعود کرد. در مرحله حذفی که ایتالیا در نیمه نهایی ضربات پنالتی را به آرژانتین واگذار کرد و با شکست انگلستان به مدال برنز بسنده کرد، اسکیلاچی در هر ۴بازی به عنوان یار ثابت وارد زمین شد و در هر چهار دیدار گلزنی کرد. ۶ گل او برای کسب آقای گلی جام جهانی کافی بود. با وجود ناکامی ایتالیا در کسب جام اما بازی بی نظیر اسکیلاچی باعث شد تا با وجود ستارگان بزرگ جایزه بهترین بازیکن جام جهانی هم نصیب او شود. البته اسکیلاچی با همان سرعتی که آمده بود به همان سرعت از نگاه‌ها محو شد. آمار تعداد بازیهای ملی و تعداد گلهای او گواه این مدعاست. اسکیلاچی در ۱۶ بازی ملی حضور داشته و ۷ گل به ثمر رسانده است. وی آخرین بازی خود برای تیم ملی فوتبال ایتالیا را در سال ۱۹۹۱ انجام داد.
بعد از جام جهانی اسکیلاچی تا ۱۹۹۲ با یوونتوس توفیقی کسب نکرد و بعد از جدایی به مدت دو سال به اینترمیلان پیوست. وی که با باشگاه فوتبال یوونتوس قهرمان جام یوفا شده بود برای دومین بار با باشگاه فوتبال اینتر میلان هم به این جام دست یافت. اسکیلاچی در سال ۱۹۹۴ به ژاپن رفت و به جوبیلو ایواتا پیوست. وی که قهرمانی در لیگ داخلی را در کارنامه خود کم داشت با این تیم قهرمان جی لیگ ژاپن شد و در ۸۶ بازی ۵۶ گل به ثمر رساند. اسکیلاچی در سال ۱۹۹۹ اعلام بازنشستگی کرد. به پالرمو بازگشت و یک آکادمی فوتبال برای جوانان ایجاد کرد.

## زندگی شخصی و مرگ
برادرزاده اسکیلاچی فرانچسکو دی ماریانو و پسر عموی آنتونیو اسکیلاچی نیز فوتبال حرفه‌ای بازی کرده‌اند. وی دو بار ازدواج کرد و صاحب سه فرزند شد. او خود را کاتولیک رومی می‌دانست.
اسکیلاچی در سال ۲۰۲۲ به سرطان روده بزرگ مبتلا شد. او در سپتامبر ۲۰۲۴ به دلیل آریتمی دهلیزی در بیمارستان بستری شد. اسکیلاچی در صبح ۱۸ سپتامبر ۲۰۲۴ در سن ۵۹ سالگی درگذشت. باشگاه فوتبال اینتر میلان ادای احترام به اسکیلاچی را رهبری کرد و گفت: «او باعث شد یک ملت در طول شب‌های جادویی ایتالیا ۹۰ رویاپردازی کنند».

## افتخارات

### باشگاهی
مسینا
- سری دی(۱): ۸۳–۱۹۸۲
- سری سی(۱): ۸۶–۱۹۸۵

یوونتوس
- جام حذفی فوتبال ایتالیا(۱): ۹۰–۱۹۸۹
- جام یوفا(۱): جام یوفا ۱۹۹۰

اینتر میلان
- جام یوفا(۱): جام یوفا ۱۹۹۴

جوبیلو ایواتا
- جی‌لیگ(۱): ۱۹۹۷

### ملی
ایتالیا
- جام جهانی فوتبال: ۱۹۹۰ سوم

### فردی
- آقای گل سری دی ۸۹–۱۹۸۸
- کفش طلای جام جهانی فوتبال ۱۹۹۰
- توپ طلای جام جهانی فوتبال ۱۹۹۰
- دومین بازیکن فوتبال جهان ۱۹۹۰ از دید فرانس فوتبال